# Cryptocellus pseudocellatus
Cryptocellus pseudocellatus är en spindeldjursart som beskrevs av Roewer 1952. Cryptocellus pseudocellatus ingår i släktet Cryptocellus och familjen Ricinoididae. Inga underarter finns listade i Catalogue of Life.